# Mordellistena
Mordellistena este un gen de gândaci din familia Mordellidae, care conține următoarele specii:
- Mordellistena abaceta Lea, 1917

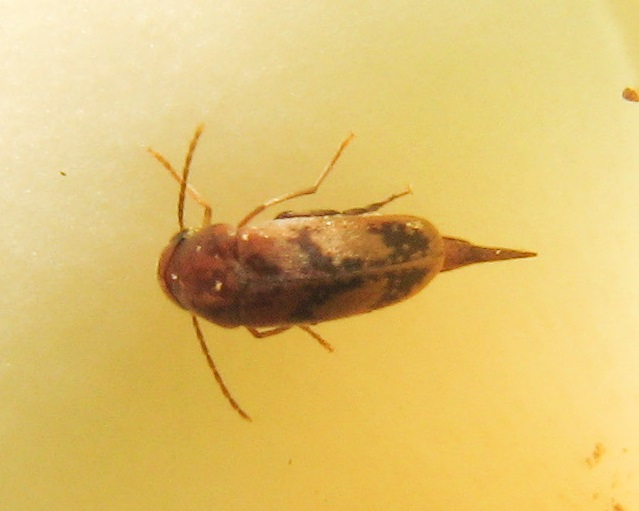
Mordellistena masoni

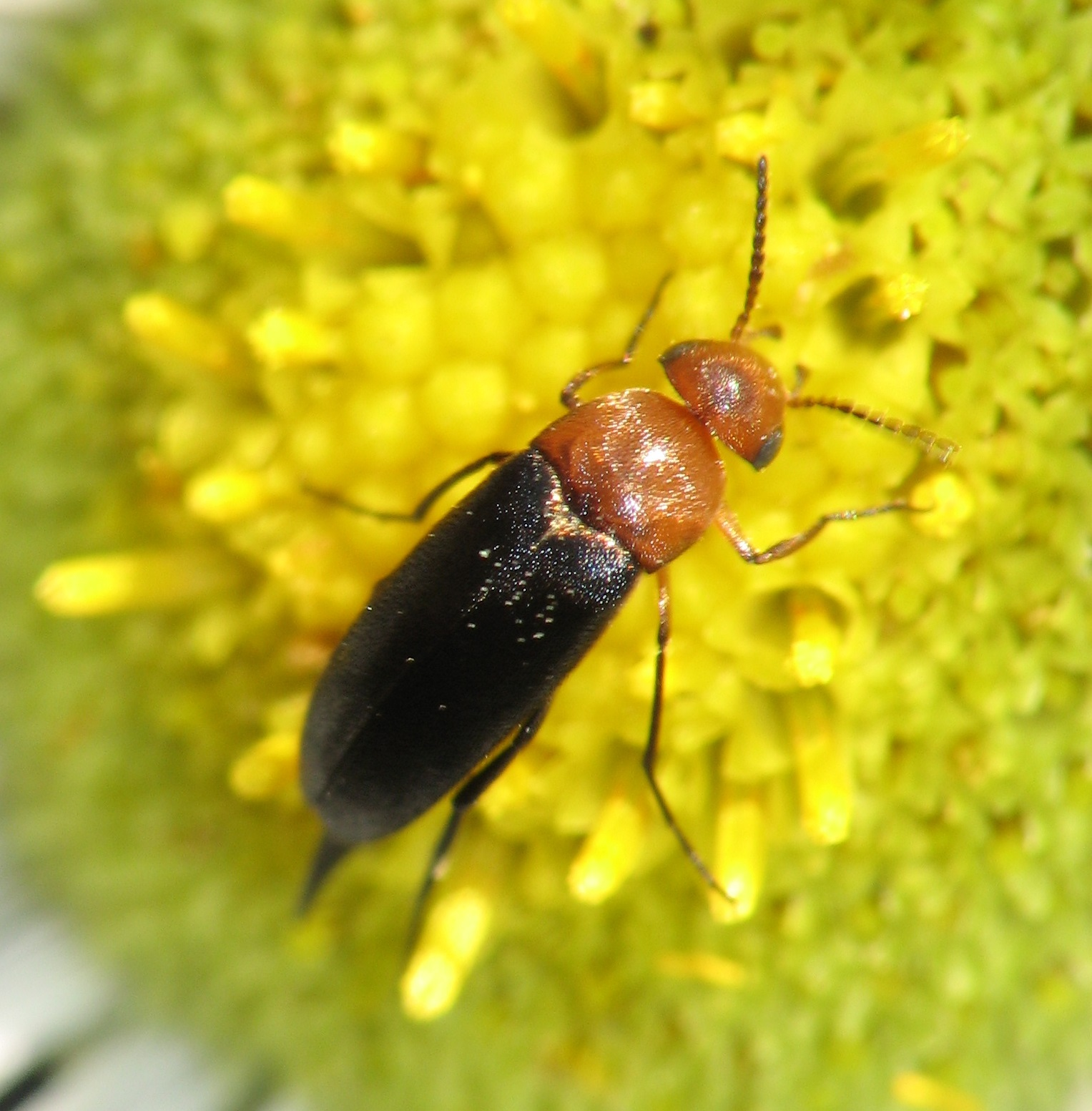
Mordellistena cervicalis

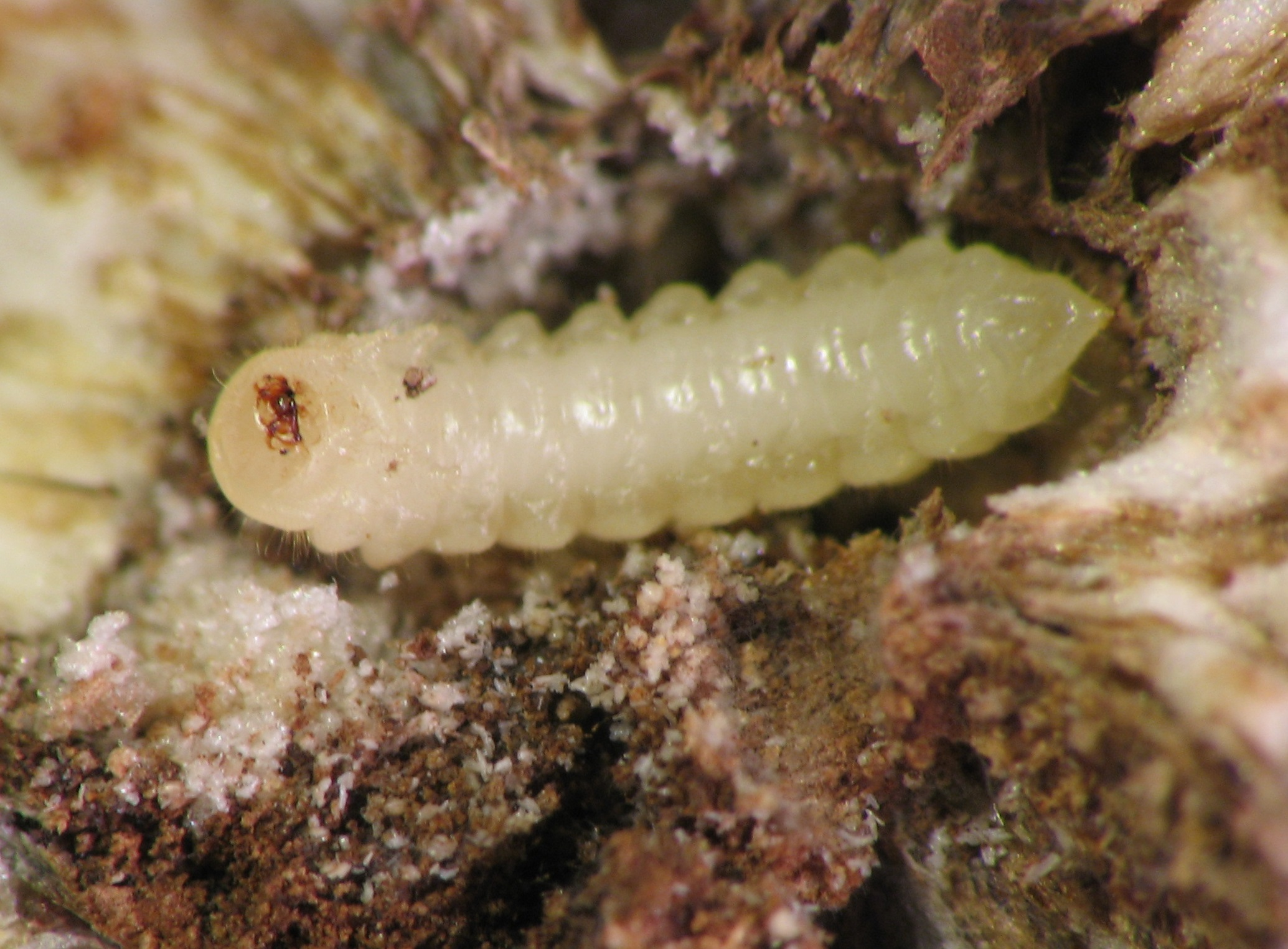
Mordellistena sp. larva

- Mordellistena abessinica Ermisch, 1965
- Mordellistena abrupta Ray, 1944
- Mordellistena acies Ray, 1949
- Mordellistena acuticollis Schilsky, 1895
- Mordellistena aegea Franciscolo, 1949
- Mordellistena aemula LeConte, 1859
- Mordellistena aequalica Ermisch, 1977
- Mordellistena aequalis Smith, 1882
- Mordellistena aequinoctialis Champion, 1891
- Mordellistena aertsi Ermisch, 1963
- Mordellistena aethiops Smith, 1882
- Mordellistena agalina Ray, 1949
- Mordellistena albocapillata Ermisch, 1965
- Mordellistena algeriensis Ermisch, 1966
- Mordellistena aliena Ermisch, 1967
- Mordellistena alpicola Ermisch, 1963
- Mordellistena alternizona Lea, 1929
- Mordellistena altestriatoides Horak, 1995
- Mordellistena altifrons Scegoleva-Barovskaja, 1928
- Mordellistena amabilis Maeklin, 1875
- Mordellistena amamiensis Nakane, 1956
- Mordellistena ambusta LeConte, 1862
- Mordellistena amica LeConte, 1862
- Mordellistena amphicometa Maeklin, 1875
- Mordellistena amplicollis Ermisch, 1941
- Mordellistena amurensis Horák, 1982
- Mordellistena anaspoides Franciscolo, 1967
- Mordellistena andreae LeConte, 1862
- Mordellistena andreini Píc, 1933
- Mordellistena angolensis Píc, 1937
- Mordellistena angulata Ray, 1944
- Mordellistena angusta LeConte, 1862
- Mordellistena angustatissima Franciscolo, 1967
- Mordellistena angusticeps Ray, 1949
- Mordellistena angustiformis Ray, 1937
- Mordellistena angustula Ermisch, 1977
- Mordellistena annuligaster Píc, 1936
- Mordellistena annulipyga Champion, 1891
- Mordellistena annuliventris Quedenfeldt, 1886
- Mordellistena anomala Ermisch, 1968
- Mordellistena antennalis Batten, 1990
- Mordellistena antennaria Franciscolo, 1955
- Mordellistena antennata Schilsky, 1906
- Mordellistena antiqua Ermisch, 1941
- Mordellistena apicata Píc, 1942
- Mordellistena apicerufa Ermisch, 1977
- Mordellistena apiciventris Píc, 1931
- Mordellistena arabica Chobaut, 1904
- Mordellistena arabissa Franciscolo, 1957
- Mordellistena arcifer Ermisch, 1965
- Mordellistena arcuata Ray, 1946
- Mordellistena argenteola Liljeblad, 1945
- Mordellistena argutula Champion, 1917
- Mordellistena arida LeConte, 1862
- Mordellistena aritai Nomura, 1964
- Mordellistena arizonensis Ray, 1947
- Mordellistena aspersa Melsheimer, 1846
- Mordellistena aterrima Ermisch, 1952
- Mordellistena atriceps Smith, 1882
- Mordellistena atripennis Champion, 1891
- Mordellistena atriventris Pic, 1931
- Mordellistena atroapicalis Píc, 1917
- Mordellistena atrocincta Píc, 1925
- Mordellistena atrocinctipennis Píc, 1927
- Mordellistena atrogemellata Ermisch, 1965
- Mordellistena atrolateralis Píc, 1917
- Mordellistena atromaculata Píc, 1929
- Mordellistena atronitens Lea, 1917
- Mordellistena attenuata Say, 1826
- Mordellistena aureolopilosa Scegoleva-Barovskaja, 1932
- Mordellistena aureomicans Ermisch, 1965
- Mordellistena aureopubens Franciscolo, 1967
- Mordellistena aureosplendens Franciscolo, 1962
- Mordellistena aureotaomentosa Ermisch, 1966
- Mordellistena auricapilla Ermisch, 1952
- Mordellistena auromaculata Kôno, 1928
- Mordellistena australasiae Csiki, 1915
- Mordellistena austriaca Schilsky, 1898
- Mordellistena austriacensis Ermisch, 1956
- Mordellistena austrina Champion, 1895
- Mordellistena azteca Champion, 1891
- Mordellistena badia Liljeblad, 1945
- Mordellistena baeri Píc, 1929
- Mordellistena balcanica Ermisch, 1967
- Mordellistena balearica Compte, 1985
- Mordellistena baliani Franciscolo, 1942
- Mordellistena bambyrea Franciscolo, 1955
- Mordellistena bangueyensis Píc, 1941
- Mordellistena barberi Ray, 1937
- Mordellistena basalis Maeklin, 1875
- Mordellistena basilewskyi Ermisch, 1955
- Mordellistena basilunulata Píc, 1936
- Mordellistena basimacula Champion, 1891
- Mordellistena basithorax Píc, 1929
- Mordellistena batteni Horák, 1980
- Mordellistena bavarica Ermisch, 1963
- Mordellistena beata Champion, 1891
- Mordellistena bella Kirsch, 1866
- Mordellistena benitensis Píc, 1929
- Mordellistena berbera Horák, 1983
- Mordellistena bevisi Franciscolo, 1956
- Mordellistena beyrodti Lengerken, 1922
- Mordellistena bicarinata Champion, 1891
- Mordellistena bicentella LeConte, 1862
- Mordellistena bicinctella LeConte, 1862
- Mordellistena bicolor Horák, 1982
- Mordellistena bicoloripes Píc, 1937
- Mordellistena bicoloripilosa Ermisch, 1967
- Mordellistena bicoloripyga Píc, 1937
- Mordellistena bifasciata Ray, 1936
- Mordellistena bifurcata Maeklin, 1875
- Mordellistena bihamata Melsheimer, 1846
- Mordellistena bihirsuta Ray, 1947
- Mordellistena bimaculicollis Lea, 1931
- Mordellistena binhana Píc, 1926
- Mordellistena bipartita Píc, 1942
- Mordellistena biplagiata Helmuth, 1864
- Mordellistena bipunctivertex Batten, 1990
- Mordellistena bipustulata Helmuth, 1864
- Mordellistena biroi Ermisch, 1977
- Mordellistena bisbimaculata Píc, 1929
- Mordellistena bistrigata Ermisch, 1965
- Mordellistena bistrigosa Píc, 1941
- Mordellistena bivittata Maeklin, 1875
- Mordellistena blandula Liljeblad, 1945
- Mordellistena blatchleyi Liljeblad, 1945
- Mordellistena bodemeyeri Ermisch, 1956
- Mordellistena bogorensis Píc, 1923
- Mordellistena boldi Ermisch, 1965
- Mordellistena bolognai Horak, 1990
- Mordellistena borogolensis Ermisch, 1964
- Mordellistena boseni Ray, 1939
- Mordellistena brachyacantha Franciscolo, 1994
- Mordellistena breddini Ermisch, 1963
- Mordellistena brevicauda Boheman, 1849
- Mordellistena brevicornis Schilsky, 1895
- Mordellistena brevis Kirsch, 1873
- Mordellistena bruneipennis McLeay, 1872
- Mordellistena brunneipilis Champion, 1891
- Mordellistena brunneispinosa Ermisch, 1963
- Mordellistena brunneotincta Mars, 1876
- Mordellistena bryani Ray, 1949
- Mordellistena bulgarica Ermisch, 1977
- Mordellistena buxtoni Blair, 1928
- Mordellistena cairnsensis Lea, 1929
- Mordellistena caledonica Fauv, 1905
- Mordellistena caliginosa Liljeblad, 1945
- Mordellistena callens Champion, 1891
- Mordellistena callichroa Tokeji, 1953
- Mordellistena canariensis Ermisch, 1965
- Mordellistena candelabra Ray, 1939
- Mordellistena caprai Franciscolo, 1942
- Mordellistena carinata Ray, 1930
- Mordellistena carinatipennis Ray, 1944
- Mordellistena carinthiaca Ermisch, 1966
- Mordellistena castanea Ermisch, 1954
- Mordellistena castaneicolor Champion, 1891
- Mordellistena casteneicolor Ermisch, 1954
- Mordellistena castigata Lea, 1917
- Mordellistena cattleyana Champion, 1913
- Mordellistena caudatissima Franciscolo, 1967
- Mordellistena celebensis Píc, 1925
- Mordellistena cervicalis LeConte, 1862
- Mordellistena championi Ray, 1930
- Mordellistena chapini Ray, 1937
- Mordellistena charagolensis Ermisch, 1964
- Mordellistena chiapensis Ray, 1939
- Mordellistena chopardi Píc, 1950
- Mordellistena chrysotrichia Nomura, 1951
- Mordellistena cincta Champion, 1891
- Mordellistena cinereofasciata Smith, 1882
- Mordellistena cinereonotata Champion, 1891
- Mordellistena cinnamomea Fahraeus, 1870
- Mordellistena claggi Ray, 1936
- Mordellistena coelioxys Lea, 1917
- Mordellistena cognata Maeklin, 1875
- Mordellistena coleae Champion, 1917
- Mordellistena columbretensis Compte, 1970
- Mordellistena comata LeConte, 1858
- Mordellistena comes Mars, 1876
- Mordellistena concinna Lea, 1917
- Mordellistena concolor Lea, 1902
- Mordellistena confinis Costa, 1854
- Mordellistena conformis Smith, 1883
- Mordellistena confusa Blatchley, 1910
- Mordellistena conguana Ermisch, 1952
- Mordellistena connata Ermisch, 1970
- Mordellistena consililis Blair, 1922
- Mordellistena consobrina Ermisch, 1977
- Mordellistena convicta LeConte, 1862
- Mordellistena coomani Píc, 1923
- Mordellistena corporaali Píc, 1925
- Mordellistena corvina Ermisch, 1950
- Mordellistena crassipalpis Champion, 1891
- Mordellistena crassipyga Champion, 1891
- Mordellistena crinita Liljeblad, 1945
- Mordellistena crunneocephala Píc, 1917
- Mordellistena crux Champion, 1891
- Mordellistena cryptomela Lea, 1931
- Mordellistena csiki Ermisch, 1977
- Mordellistena cuneigera Champion, 1922
- Mordellistena cupreipennis Franciscolo, 1967
- Mordellistena curteapicalis Píc, 1926
- Mordellistena curtelineata Píc, 1927
- Mordellistena curticornis Ermisch, 1977
- Mordellistena curvicauda Kirsch, 1873
- Mordellistena curvimana Champion, 1891
- Mordellistena cuspidata McLeay, 1872
- Mordellistena cymbalistria Peyerimhoff, 1925
- Mordellistena cypria Ermisch, 1963
- Mordellistena dafurensis Ray, 1944
- Mordellistena dahomeyana Franciscolo, 1955
- Mordellistena dahomeyensis Píc, 1952
- Mordellistena dalmatica Ermisch, 1956
- Mordellistena dampfi Ray, 1939
- Mordellistena danforthi Ray, 1937
- Mordellistena darlani Píc, 1941
- Mordellistena daturae Blair, 1922
- Mordellistena daurica Motsch, 1860
- Mordellistena debilis Champion, 1891
- Mordellistena decora Ray, 1939
- Mordellistena decorella LeConte, 1862
- Mordellistena degressa Champion, 1917
- Mordellistena dehiscentis Ray, 1949
- Mordellistena delicatula Dury, 1906
- Mordellistena dentata Batten, 1978
- Mordellistena depensis Píc, 1923
- Mordellistena despecta Ermisch, 1967
- Mordellistena diagonalis Kirsch, 1873
- Mordellistena dieckmanni Ermisch, 1963
- Mordellistena diegosa Píc, 1917
- Mordellistena dietrichi Ray, 1946
- Mordellistena difficilis Ermisch, 1963
- Mordellistena diffinis Maeklin, 1875
- Mordellistena diluta Champion, 1891
- Mordellistena dimidiata Helmuth, 1864
- Mordellistena discicollis Champion, 1891
- Mordellistena discolor Melsheimer, 1846
- Mordellistena disempta Champion, 1917
- Mordellistena dispersa Champion, 1891
- Mordellistena distorta Champion, 1891
- Mordellistena divergens Ermisch, 1952
- Mordellistena diversa Ermisch, 1968
- Mordellistena diversestrigosa Píc, 1941
- Mordellistena diversipes Píc, 1942
- Mordellistena dives Emery, 1876
- Mordellistena divisa LeConte, 1859
- Mordellistena dlabolai Ermisch, 1967
- Mordellistena doherty Píc, 1917
- Mordellistena dolini Odnosum, 2005
- Mordellistena dolobrata Kirsch, 1873
- Mordellistena downesi Medvedev, 1965
- Mordellistena dropkini Ray, 1944
- Mordellistena dvoraki Ermisch, 1956
- Mordellistena dybasi Ray, 1948
- Mordellistena echingolensis Ermisch, 1969
- Mordellistena edashigei Chûjô, 1956
- Mordellistena egregria Lea, 1931
- Mordellistena elbresicola Ermisch, 1970
- Mordellistena elegantula Smith, 1882
- Mordellistena elicodomma Franciscolo, 1967
- Mordellistena elongata Fairmaire & Germain, 1863
- Mordellistena eludens Allen, 1999
- Mordellistena emarginata Ray, 1939
- Mordellistena emeryi Schilsky, 1895
- Mordellistena endroedyi Ermisch, 1967
- Mordellistena engelharti Schilsky, 1910
- Mordellistena ephippium Ray, 1937
- Mordellistena epibraziana Franciscolo, 1955
- Mordellistena epicallens Lea, 1931
- Mordellistena epidendrana Ray, 1937
- Mordellistena episternalis Mulsant, 1856
- Mordellistena episternaloides Ermisch, 1963
- Mordellistena erdoesi Ermisch, 1977
- Mordellistena ermischi Compte, 1966
- Mordellistena errans Fall, 1907
- Mordellistena erythreana Píc, 1933
- Mordellistena erythroderes Hill, 1922
- Mordellistena escisa Scegoleva-Barovskaja, 1928
- Mordellistena estcourtensis Franciscolo, 1967
- Mordellistena eversi Ermisch, 1965
- Mordellistena exclamationis Píc, 1924
- Mordellistena exclusa Ermisch, 1977
- Mordellistena exigua Boheman, 1858
- Mordellistena exilis Liljeblad, 1917
- Mordellistena fageli Ermisch, 1970
- Mordellistena fairmairei Csiki, 1915
- Mordellistena fallaciosa Ermisch, 1970
- Mordellistena falli Csiki, 1915
- Mordellistena falsoparvula Ermisch, 1956
- Mordellistena falsoparvuliformis Ermisch, 1963
- Mordellistena fasciculata Champion, 1891
- Mordellistena fasciolata Ermisch, 1950
- Mordellistena feigei Ermisch, 1956
- Mordellistena fenderi Ray, 1947
- Mordellistena fernandezi Palm, 1976
- Mordellistena ferruginea Fabricius, 1801
- Mordellistena ferruginipes Ermisch, 1966
- Mordellistena ferruginoides Smith, 1882
- Mordellistena festiva Champion, 1891
- Mordellistena filicornis Champion, 1891
- Mordellistena flavella Ermisch, 1963
- Mordellistena flaviceps Motsch, 1863
- Mordellistena flavicornis Champion, 1891
- Mordellistena flavifrons Ermisch, 1950
- Mordellistena flavocollaris Ray, 1939
- Mordellistena flavofrontalis Franciscolo, 1956
- Mordellistena flavospinosa Hubenthal, 1911
- Mordellistena flavospinulosa Ermisch, 1977
- Mordellistena fletcheri Franciscolo, 1959
- Mordellistena floridensis Smith, 1882
- Mordellistena florissantensis Wickham, 1912
- Mordellistena forticornis Champion, 1891
- Mordellistena freyi Ermisch
- Mordellistena frosti Liljeblad, 1918
- Mordellistena fulvicollis Melsheimer, 1845
- Mordellistena fulvipennis Scegoleva-Barovskaja, 1932
- Mordellistena funerea Champion, 1891
- Mordellistena fusca Lea, 1895
- Mordellistena fuscata Melsheimer, 1846
- Mordellistena fuscipalpis Ermisch, 1967
- Mordellistena fuscipennis Melsheimer, 1845
- Mordellistena fuscoatra Helmuth, 1864
- Mordellistena fuscocastanea Ermisch, 1952
- Mordellistena fuscocastenea Ermisch, 1952
- Mordellistena fuscodoralis Ray, 1936
- Mordellistena fuscogemellata Ermisch, 1963
- Mordellistena fuscogemellatoides Ermisch, 1977
- Mordellistena fuscorufocephala Ermisch, 1967
- Mordellistena fuscula Lea, 1917
- Mordellistena galapagoensis Van Dyke, 1953
- Mordellistena gallica Ermisch, 1956
- Mordellistena gardneri Blair, 1930
- Mordellistena gemellata Schilsky, 1899
- Mordellistena geronensis Ermisch, 1977
- Mordellistena gfelleri Horak, 1990
- Mordellistena ghanii Franciscolo, 1974
- Mordellistena gianassoi Horak, 1991
- Mordellistena gibbosa Franciscolo, 1967
- Mordellistena gibbula Maeklin, 1875
- Mordellistena gigantea Khalaf, 1971
- Mordellistena gigas Liljeblad, 1917
- Mordellistena gilvifrons Ermisch, 1967
- Mordellistena gina Nomura, 1967
- Mordellistena glipodoides Blair, 1931
- Mordellistena goeckei Ermisch, 1941
- Mordellistena goetzi Ermisch, 1969
- Mordellistena gounellei Píc, 1941
- Mordellistena gracilenta Ermisch, 1952
- Mordellistena gracilicornis Champion, 1891
- Mordellistena graciliformis Ray, 1939
- Mordellistena gracilipes Píc, 1931
- Mordellistena gracilis Schilsky, 1908
- Mordellistena grammica LeConte, 1862
- Mordellistena grandii Franciscolo, 1942
- Mordellistena greenwoodi Blair, 1922
- Mordellistena grisea Mulsant, 1856
- Mordellistena griseolineata Píc, 1937
- Mordellistena guatemalensis Ray, 1944
- Mordellistena guttifera Champion, 1891
- Mordellistena guttulata Helmuth, 1864
- Mordellistena hattorii Tokeji, 1953
- Mordellistena hebraica LeConte, 1862
- Mordellistena helvetica Ermisch, 1967
- Mordellistena heterocolor Ray, 1946
- Mordellistena hexastigma Champion, 1891
- Mordellistena hidakai Nomura, 1963
- Mordellistena hirayamai Kônô, 1933
- Mordellistena hirticula Smith, 1883
- Mordellistena hirtipes Schilsky, 1895
- Mordellistena hoana Píc, 1931
- Mordellistena hoberlandti Horák, 1983
- Mordellistena hollandica Ermisch, 1966
- Mordellistena hondurensis Ray, 1939
- Mordellistena hoosieri Blatchley, 1910
- Mordellistena horioni Ermisch, 1956
- Mordellistena horni Píc, 1927
- Mordellistena horvathi Ermisch, 1977
- Mordellistena huachucaensis Ray, 1946
- Mordellistena humeralis Linnaeus, 1758
- Mordellistena humerifera Ermisch, 1965
- Mordellistena humeronotata Champion, 1922
- Mordellistena humeropicta Ermisch, 1963
- Mordellistena humerosignata Píc, 1941
- Mordellistena hungarica Ermisch, 1977
- Mordellistena husseyi Liljeblad, 1945
- Mordellistena hypopygialis Ermisch, 1968
- Mordellistena idahoensis Ray, 1946
- Mordellistena imbecilla Maeklin, 1875
- Mordellistena imitatrix Allen, 1995
- Mordellistena immaculaticeps Píc, 1917
- Mordellistena impatiens LeConte, 1862
- Mordellistena imponderosa Lea, 1931
- Mordellistena inaequalis Mulsant, 1856
- Mordellistena incana Champion, 1891
- Mordellistena incerta Ermisch, 1965
- Mordellistena incommunis Liljeblad, 1921
- Mordellistena inconstans Fahraeus, 1870
- Mordellistena indifferens Píc, 1929
- Mordellistena indistincta Smith, 1882
- Mordellistena inexpectata Ermisch, 1967
- Mordellistena infima LeConte, 1862
- Mordellistena infrarufa Píc, 1923
- Mordellistena inornata Smith, 1882
- Mordellistena inscripta Lea, 1931
- Mordellistena insignata Ermisch, 1965
- Mordellistena insolita Liljeblad, 1917
- Mordellistena instabilis Champion, 1891
- Mordellistena insularis Boheman, 1858
- Mordellistena insulcata Píc, 1929
- Mordellistena intermixta Helmuth, 1865
- Mordellistena intersecta Emery, 1876
- Mordellistena irfianorum Lu & Ivie, 1999
- Mordellistena iridescens Kolbe, 1897
- Mordellistena iridipennis Lea, 1931
- Mordellistena iridomela Lea, 1931
- Mordellistena irritans Franciscolo, 1991
- Mordellistena isabellina Champion, 1891
- Mordellistena isthmica Champion, 1891
- Mordellistena istrica Ermisch, 1977
- Mordellistena ivoirensis Píc, 1942
- Mordellistena jelineki Horák, 1980
- Mordellistena jucunda Broun, 1880
- Mordellistena kaguyahime Nomura & Kato, 1957
- Mordellistena kaszabi Ermisch, 1965
- Mordellistena kellersi Blair, 1928
- Mordellistena kirghizica Odnosum, 2003
- Mordellistena klapperichi Ermisch, 1956
- Mordellistena knausi Liljeblad, 1945
- Mordellistena kochi Ermisch, 1956
- Mordellistena koelleri Ermisch, 1956
- Mordellistena koikei Tokeji, 1953
- Mordellistena korschefskyana Ermisch, 1963
- Mordellistena korschefskyi Ermisch, 1941
- Mordellistena kraatzi Emery, 1876
- Mordellistena krauseri Plaza Infante, 1986
- Mordellistena krujanensis Ermisch, 1963
- Mordellistena kubani Horak, 1982
- Mordellistena labialis Motsch, 1860
- Mordellistena lacensis Píc, 1923
- Mordellistena lampros Franciscolo, 1962
- Mordellistena laterimarginalis Ermisch, 1965
- Mordellistena laticollis Champion, 1891
- Mordellistena laticornis Ray, 1939
- Mordellistena latipalpalis Ray, 1939
- Mordellistena latipalposa Ermisch, 1955
- Mordellistena latitarsis Batten, 1983
- Mordellistena lawrenci Franciscolo, 1967
- Mordellistena leai Ray, 1937
- Mordellistena lebedevi Roubal, 1929
- Mordellistena lebisi Píc, 1937
- Mordellistena lecontei Ermisch, 1954
- Mordellistena lefiniensis Ermisch, 1967
- Mordellistena lemoulti Píc, 1929
- Mordellistena lenensis Ermisch, 1977
- Mordellistena leonardi Ray, 1946
- Mordellistena leontovitchi Ermisch, 1952
- Mordellistena lepidula LeConte, 1862
- Mordellistena leporina LeConte, 1862
- Mordellistena lesbia Ermisch, 1965
- Mordellistena leveyi Batten, 1989
- Mordellistena lichtneckerti Ermisch, 1977
- Mordellistena liljebladi Ermisch, 1965
- Mordellistena limbalis Melsheimer, 1846
- Mordellistena lindbergi Ermisch, 1963
- Mordellistena lineata Ray, 1937
- Mordellistena lineatocollis Champion, 1891
- Mordellistena liturata Melsheimer, 1845
- Mordellistena loasea Germain, 1855
- Mordellistena lodingi Liljeblad, 1945
- Mordellistena lonai Franciscolo, 1949
- Mordellistena longelytrata Franciscolo, 1967
- Mordellistena longepygidialis Ermisch, 1968
- Mordellistena longevittata Píc, 1925
- Mordellistena longicauda Ray, 1930
- Mordellistena longicornis Mulsant, 1856
- Mordellistena longicornoides Ermisch, 1965
- Mordellistena longictena Khalaf, 1971
- Mordellistena longipalpis Emery, 1891
- Mordellistena longipennis Ermisch, 1952
- Mordellistena longipes Lea, 1895
- Mordellistena longissima Píc, 1929
- Mordellistena longula Kôno, 1928
- Mordellistena louisianae Khalaf, 1971
- Mordellistena lucida Batten, 1990
- Mordellistena lucidovirga Ray, 1937
- Mordellistena lusitanica Ermisch, 1963
- Mordellistena lutea Melsheimer, 1845?6
- Mordellistena luteespina Ermisch, 1955
- Mordellistena luteicornis Ermisch, 1952
- Mordellistena luteifrons Champion, 1891
- Mordellistena luteipalpis Schilsky, 1895
- Mordellistena luteispina Ermisch, 1977
- Mordellistena luteoapicipennis Ermisch, 1952
- Mordellistena luteofasciata Ermisch, 1962
- Mordellistena luteola Champion, 1891
- Mordellistena luteolineata Píc, 1929
- Mordellistena luteonotata Píc, 1929
- Mordellistena luteoquadrinotata Píc, 1937
- Mordellistena luteora Kôno, 1932
- Mordellistena luteorubra Ermisch, 1968
- Mordellistena luteovittata Ermisch, 1962
- Mordellistena lutericolor Ermisch, 1955
- Mordellistena luzonica Píc, 1926
- Mordellistena macilenta Ray, 1949
- Mordellistena macrophthalma Ermisch, 1952
- Mordellistena maculaticeps Píc, 1931
- Mordellistena madecassa Píc, 1917
- Mordellistena maedai Nakane, 1956
- Mordellistena magyarica Ermisch, 1977
- Mordellistena mahena Kolbe, 1910
- Mordellistena majorina Lea, 1931
- Mordellistena majuscula Ermisch, 1977
- Mordellistena malaccana Píc, 1917
- Mordellistena malkini Ray, 1947
- Mordellistena manteroi Franciscolo, 1942
- Mordellistena marginalis Say, 1824
- Mordellistena marginicollis Maeklin, 1875
- Mordellistena marginiloba Franciscolo, 1967
- Mordellistena maroccana Ermisch, 1966
- Mordellistena martapurana Píc, 1925
- Mordellistena masoni Liljeblad, 1918
- Mordellistena mauritiensis Píc, 1935
- Mordellistena maxillaris Ray, 1944
- Mordellistena maxima Píc, 1941
- Mordellistena maynei Píc, 1929
- Mordellistena mazedonica Ermisch, 1965
- Mordellistena mediana Ermisch, 1977
- Mordellistena mediogemellata Ermisch, 1977
- Mordellistena megacera Lea, 1929
- Mordellistena mellissiana Wollaston, 1870
- Mordellistena melvillensis Lea, 1917
- Mordellistena menoko Kôno, 1932
- Mordellistena mentiens Tokeji, 1953
- Mordellistena mertoni Heyden, 1911
- Mordellistena metcalfi Ray, 1936
- Mordellistena meuseli Ermisch, 1956
- Mordellistena mexicana Csiki, 1915
- Mordellistena micans Germar, 1817
- Mordellistena micantoides Ermisch, 1954
- Mordellistena michalki Ermisch, 1956
- Mordellistena microgemellata Ermisch, 1965
- Mordellistena microscopica Ermisch, 1977
- Mordellistena mihoki Ermisch, 1977
- Mordellistena mikado Tokeji, 1953
- Mordellistena militaris LeConte, 1862
- Mordellistena minima Costa, 1854
- Mordellistena minor Píc, 1937
- Mordellistena minuscula Píc, 1941
- Mordellistena minuta Smith, 1882
- Mordellistena minutalis Liljeblad, 1945
- Mordellistena minutella Ermisch, 1968
- Mordellistena minutissimus Champion, 1891
- Mordellistena minutula Ermisch, 1956
- Mordellistena minutuloides Ermisch, 1966
- Mordellistena misella Maeklin, 1875
- Mordellistena mississippiensis Khalaf, 1971
- Mordellistena mixta Ray, 1946
- Mordellistena miyamotoi Nakane, 1956
- Mordellistena mogadiscioana Píc, 1953
- Mordellistena monardi Píc, 1937
- Mordellistena mongolica Ermisch, 1964
- Mordellistena montana Kolbe, 1898
- Mordellistena montrouzieri Csiki, 1915
- Mordellistena moresbyensis Batten, 1990
- Mordellistena morula LeConte, 1862
- Mordellistena mostarensis Ermisch, 1977
- Mordellistena motoensis Píc, 1931
- Mordellistena mrazi Píc, 1924
- Mordellistena muchei Ermisch, 1965
- Mordellistena mullahyi Khalaf, 1971
- Mordellistena mulsanti Ermisch, 1956
- Mordellistena multicarinata Ray, 1944
- Mordellistena multicicatrix Kangas, 1986
- Mordellistena multicolor Franciscolo, 1967
- Mordellistena multicolorata Batten, 1990
- Mordellistena multilineata Lea, 1917
- Mordellistena multistrigosa Ermisch, 1967
- Mordellistena murina Champion, 1891
- Mordellistena mutabilis Champion, 1891
- Mordellistena nana Motschulsky, 1860
- Mordellistena nanula Ermisch, 1967
- Mordellistena nanuloides Ermisch, 1967
- Mordellistena nearctica Wickham, 1915
- Mordellistena nebusola Liljeblad, 1945
- Mordellistena neglecta Broun, 1880
- Mordellistena neocincta Ray, 1946
- Mordellistena neofascia Ray, 1946
- Mordellistena nepalensis Horak, 1995
- Mordellistena nessebaricus Batten, 1980
- Mordellistena neuwaldeggiana Panzer, 1796
- Mordellistena nigella Liljeblad, 1945
- Mordellistena nigrescens Blair, 1928
- Mordellistena nigricans Melsheimer, 1846
- Mordellistena nigriceps Champion, 1891
- Mordellistena nigrifrons Ermisch, 1950
- Mordellistena nigrimaculata Franciscolo, 1967
- Mordellistena nigripennis Fabricius, 1798
- Mordellistena nigripilis Champion, 1891
- Mordellistena nigrispinosa Ermisch, 1953
- Mordellistena nigritarsis Horák, 1996
- Mordellistena nigritula Ermisch, 1968
- Mordellistena nigriventris Píc, 1937
- Mordellistena nigroapicalis Píc, 1923
- Mordellistena nigrobimaculata Chobaut, 1924
- Mordellistena nigrobrunnen
- Mordellistena nigrocapillata Ermisch, 1965
- Mordellistena nigrofasciata Chûjô, 1935
- Mordellistena nigrogemellata Ermisch, 1964
- Mordellistena nigropectoralis Ermisch, 1952
- Mordellistena nigropygidialis Píc, 1950
- Mordellistena nigrosignata Maeklin, 1875
- Mordellistena nitidicoma Lea, 1929
- Mordellistena noctivaga Franciscolo, 1962
- Mordellistena nomurai Tokeji, 1953
- Mordellistena notabilis Maeklin, 1875
- Mordellistena nubila LeConte, 1858
- Mordellistena nunenmacheri Liljeblad, 1918
- Mordellistena nyctaletes Franciscolo, 1962
- Mordellistena obliquestrigosa Franciscolo, 1967
- Mordellistena obscurinotata Ray, 1944
- Mordellistena obscuriventris Píc, 1927
- Mordellistena obscurosuturalis Ermisch, 1964
- Mordellistena occidentalis Champion, 1891
- Mordellistena oceanica Ray, 1944
- Mordellistena ocularis Franciscolo, 1967
- Mordellistena oculata Champion, 1891
- Mordellistena okamotoi Kôno, 1935
- Mordellistena okinawana Nomura, 1963
- Mordellistena olympica Ermisch, 1965
- Mordellistena opalescenticeps Champion, 1891
- Mordellistena oraniensis Píc, 1900
- Mordellistena orizabensis Maeklin, 1875
- Mordellistena ornata Melsheimer, 1845
- Mordellistena ornatipennis Ray, 1939
- Mordellistena otohime Nomura & Kato, 1957
- Mordellistena ozarkensis Ray, 1936
- Mordellistena ozeana Nakane, 1957
- Mordellistena paiwana Nomura, 1967
- Mordellistena palawana Píc, 1927
- Mordellistena palembanga Píc, 1941
- Mordellistena pallens Fall, 1907
- Mordellistena palliata Kôno, 1932
- Mordellistena pallida Champion, 1896
- Mordellistena pallidoptera Khalaf, 1971
- Mordellistena pallipes Smith, 1882
- Mordellistena palmi Liljeblad, 1945
- Mordellistena palpalis Champion, 1891
- Mordellistena parabrevicauda Ermisch, 1965
- Mordellistena paradisa Liljeblad, 1945
- Mordellistena paradohumeralis Ermisch, 1963
- Mordellistena paraepisternalis Ermisch, 1965
- Mordellistena paraintersecta Ermisch, 1965
- Mordellistena parallela Ray, 1930
- Mordellistena paramoresbyensis Batten, 1990
- Mordellistena paranana Ermisch, 1977
- Mordellistena paraobscurosuturalis Ermisch, 1965
- Mordellistena parapentas Ermisch, 1977
- Mordellistena pararhenana Ermisch, 1977
- Mordellistena parasimilaris Ermisch, 1955
- Mordellistena paraweisei Ermisch, 1977
- Mordellistena parcestrigosa Franciscolo, 1994
- Mordellistena partilis Champion, 1917
- Mordellistena parumstrigosa Franciscolo, 1967
- Mordellistena parva Liljeblad, 1945
- Mordellistena parvicauda Ermisch, 1969
- Mordellistena parvula Gyllenhal, 1827
- Mordellistena parvuliformis Stshegoleva-Barovskaya, 1930
- Mordellistena parvuloides Ermisch, 1956
- Mordellistena paucistrigosa Ermisch, 1965
- Mordellistena pauxilla Liljeblad, 1945
- Mordellistena pectoralis LeConte, 1850
- Mordellistena peloponnesensis Batten, 1980
- Mordellistena pendeleburyi Píc, 1936
- Mordellistena pentas Mulsant, 1856
- Mordellistena perantennata Franciscolo, 1967
- Mordellistena perexigua Champion, 1891
- Mordellistena permira Franciscolo, 1949
- Mordellistena perparvula Ermisch, 1966
- Mordellistena perroudi Mulsant, 1856
- Mordellistena persica Horák, 1983
- Mordellistena petaini Píc, 1941
- Mordellistena pfefferi Ermisch, 1963
- Mordellistena piceopyga Píc, 1941
- Mordellistena picilabris Helmuth, 1864
- Mordellistena picipennis Smith, 1882
- Mordellistena piciventris Ermisch, 1952
- Mordellistena pictipennis Champion, 1891
- Mordellistena pilipennis Ray, 1944
- Mordellistena pilosa Champion, 1891
- Mordellistena pilosella Ray, 1947
- Mordellistena pilosovittata Nakane, 1956
- Mordellistena pilosula Maeklin, 1875
- Mordellistena ploiaria Ray, 1949
- Mordellistena pluristrigosa Ermisch, 1967
- Mordellistena podlussanyi Csetó, 1990
- Mordellistena poecila Ray, 1949
- Mordellistena pontica Ermisch, 1977
- Mordellistena postcoxalis Lea, 1931
- Mordellistena postdiscoidalis Píc, 1937
- Mordellistena potamophila Franciscolo, 1962
- Mordellistena praesagita Kangas, 1988
- Mordellistena praetoriana Franciscolo, 1967
- Mordellistena pratensis Smith, 1883
- Mordellistena prescutellaris Píc, 1929
- Mordellistena propinqua Ermisch, 1967
- Mordellistena protogaoa Wickham, 1915
- Mordellistena psammophila de Peyerimhoff
- Mordellistena pseudobrevicauda Ermisch, 1963
- Mordellistena pseudohirtipes Ermisch, 1965
- Mordellistena pseudohumeralis Nakane, 1956
- Mordellistena pseudolatipalposa Franciscolo, 1967
- Mordellistena pseudomicans Ermisch, 1977
- Mordellistena pseudonana Ermisch, 1956
- Mordellistena pseudoparvula Ermisch, 1956
- Mordellistena pseudopumila Ermisch, 1963
- Mordellistena pseudoreichei Ermisch, 1977
- Mordellistena pseudorhenana Ermisch, 1977
- Mordellistena pseudorugipennis Ermisch, 1963
- Mordellistena pseudotarsata Ermisch, 1964
- Mordellistena puberula Maeklin, 1875
- Mordellistena pubescens Fabricius, 1798
- Mordellistena pulcherima Lea, 1917
- Mordellistena pulchra Liljeblad, 1917
- Mordellistena pulicaria Champion, 1891
- Mordellistena pullata Liljeblad, 1945
- Mordellistena pumiblosoidea Franciscolo, 1955
- Mordellistena pumila Gyllenhal, 1810
- Mordellistena purpurascens Costa, 1854
- Mordellistena purpureonigrans Ermisch, 1963
- Mordellistena purpureotincta Lea, 1929
- Mordellistena pustulata Melsheimer, 1846
- Mordellistena pygidialis Píc, 1949
- Mordellistena pygmaea Ermisch, 1952
- Mordellistena pygmaeola Ermisch, 1956
- Mordellistena pyrenaea Ermisch, 1966
- Mordellistena quadrifasciata Champion, 1891
- Mordellistena quadrinotata Liljeblad, 1921
- Mordellistena quadrinotatipennis Píc, 1928
- Mordellistena quadrisulcata Píc, 1939
- Mordellistena quinquemaculata Píc, 1927
- Mordellistena quinquenotata Champion, 1927
- Mordellistena rayi Ermisch, 1965
- Mordellistena reichei Emery, 1876
- Mordellistena reitteri Schilsky, 1894
- Mordellistena rhenana Ermisch, 1956
- Mordellistena rhenolepis Ray, 1939
- Mordellistena rhizophorae Lea, 1925
- Mordellistena robusticollis Píc, 1937
- Mordellistena rodericensis Blair
- Mordellistena ruandana Ermisch, 1955
- Mordellistena ruandensis Ermisch, 1955
- Mordellistena rubida Ermisch, 1847
- Mordellistena rubrahumeralis Ermisch, 1955
- Mordellistena rubricollis Champion, 1891
- Mordellistena rubrifascia Liljeblad, 1945
- Mordellistena rubrifrons Ermisch, 1955
- Mordellistena rubrofrontalis Ray, 1936
- Mordellistena rufa Liljeblad, 1917
- Mordellistena rufescens Smith, 1882
- Mordellistena ruficeps Boheman, 1858
- Mordellistena rufifrons Schilsky, 1894
- Mordellistena rufilabris Liljeblad, 1945
- Mordellistena rufiventris Helmuth, 1864
- Mordellistena rufobrunnea Champion, 1927
- Mordellistena rufocephala Ray, 1936
- Mordellistena rufohumeralis Píc, 1937
- Mordellistena rufomaculata Píc, 1917
- Mordellistena rufonotata Champion, 1891
- Mordellistena rufopyga Champion, 1891
- Mordellistena rufospinosa Ermisch, 1977
- Mordellistena rufotestacea Motsch, 1863
- Mordellistena rufula Helmuth
- Mordellistena rugipennis Schilsky, 1895
- Mordellistena rusticula Maeklin, 1875
- Mordellistena rutila Liljeblad, 1917
- Mordellistena saganensis Píc, 1952
- Mordellistena sajoi Ermisch, 1977
- Mordellistena salisburiana Franciscolo, 1967
- Mordellistena sanguinicollis Champion, 1891
- Mordellistena santiagona Píc, 1929
- Mordellistena saxonica Ermisch, 1967
- Mordellistena scalaris Helmuth, 1864
- Mordellistena scapularis Say, 1824
- Mordellistena schatzmayri Franciscolo, 1949
- Mordellistena schauppi Smith, 1882
- Mordellistena schoutedeni Píc, 1931
- Mordellistena schwarzi Ray, 1939
- Mordellistena scudderiana Wickham, 1915
- Mordellistena secreta Horák, 1983
- Mordellistena sejugata Ermisch, 1965
- Mordellistena semiferruginea Reitter, 1911
- Mordellistena semilikiana Franciscolo, 1959
- Mordellistena semilutea Ray, 1930
- Mordellistena semipygmaeola Ermisch, 1964
- Mordellistena semirufa Maeklin, 1875
- Mordellistena semiusta LeConte, 1862
- Mordellistena senilis Ermisch, 1952
- Mordellistena separanda Ermisch, 1965
- Mordellistena sepia Ray, 1939
- Mordellistena septemcarinata Champion, 1917
- Mordellistena sericans Fall, 1907
- Mordellistena sericata Wollaston, 1864
- Mordellistena serraticornis Horak, 1991
- Mordellistena serratipes Lea, 1931
- Mordellistena sexmaculata Champion, 1891
- Mordellistena sexnotata Dury, 1902
- Mordellistena sibirica Ermisch, 1977
- Mordellistena signaticollis Quedenfeldt, 1885
- Mordellistena signicollis Schilsky, 1894
- Mordellistena similaris Ermisch, 1952
- Mordellistena similata Ermisch, 1968
- Mordellistena similis Shchegolvera-Barovskaya
- Mordellistena simillima Franciscolo, 1956
- Mordellistena simplex Maeklin, 1875
- Mordellistena simplicicolor Píc, 1927
- Mordellistena singularis Smith, 1882
- Mordellistena sinuata Fairmaire, 1897
- Mordellistena smithi Dury, 1902
- Mordellistena smithiana Wickham, 1913
- Mordellistena solarii Franciscolo, 1942
- Mordellistena sonorensis Ray, 1939
- Mordellistena soror Ermisch, 1941
- Mordellistena sparsa Champion, 1891
- Mordellistena splendens Smith, 1882
- Mordellistena squamipilosa Ermisch, 1967
- Mordellistena stellata Ermisch, 1968
- Mordellistena stenidea Mulsant, 1856
- Mordellistena stephani Downie, 1987
- Mordellistena steppensis Ermisch, 1965
- Mordellistena stoeckleini Ermisch, 1956
- Mordellistena subaenea Champion, 1891
- Mordellistena subdiscoidalis Chobaut, 1924
- Mordellistena subepisternalis Ermisch, 1965
- Mordellistena subfasciata Píc, 1927
- Mordellistena subfuscus Liljeblad, 1945
- Mordellistena subincana Ermisch, 1967
- Mordellistena subpellucida Lea, 1929
- Mordellistena subsquamosa Schilsky, 1899
- Mordellistena subunicolor Píc, 1937
- Mordellistena subunifasciata Chobaut, 1924
- Mordellistena sudaniensis Ray, 1944
- Mordellistena sumifubra Champion, 1927
- Mordellistena suspecta Fall, 1907
- Mordellistena suturalis Ray, 1947
- Mordellistena suturella Helmuth, 1864
- Mordellistena swezeyi Blair, 1928
- Mordellistena swierstrai Franciscolo, 1967
- Mordellistena syntaenia Liljeblad, 1921
- Mordellistena syrites Ermisch, 1977
- Mordellistena tabascana Champion, 1891
- Mordellistena tadjikistanica Horák, 1980
- Mordellistena takizawai Kôno, 1932
- Mordellistena tantula Liljeblad, 1945
- Mordellistena taorminensis Ermisch, 1965
- Mordellistena tarsalis Smith, 1883
- Mordellistena tarsata Mulsant, 1856
- Mordellistena teneriffensis Ermisch, 1965
- Mordellistena tenuicornis Schilsky, 1899
- Mordellistena tenuimanus Champion, 1927
- Mordellistena tenuipalpis Champion, 1891
- Mordellistena tenuis Fairmaire, 1892
- Mordellistena terminata Ray, 1946
- Mordellistena tessellata Champion, 1891
- Mordellistena testacea Blatchley, 1910
- Mordellistena testaceiceps Píc, 1925
- Mordellistena testaceicolor Píc, 1917
- Mordellistena testaceimembris Píc, 1926
- Mordellistena testaceipalpis Ermisch, 1955
- Mordellistena testaceithorax Franciscolo, 1967
- Mordellistena testaceomarginata Píc, 1937
- Mordellistena testacepennis Ermisch, 1955
- Mordellistena tetraspilota Burne, 1989
- Mordellistena texana Smith, 1882
- Mordellistena thoracalis Franciscolo, 1967
- Mordellistena thurepalmi Ermisch, 1965
- Mordellistena thuringiaca Ermisch, 1963
- Mordellistena tibialis Lea, 1917
- Mordellistena tibiella Ermisch, 1965
- Mordellistena tokaraensis Nakane, 1956
- Mordellistena tondui Horak, 1996
- Mordellistena tonkinensis Píc, 1936
- Mordellistena torresensis Lea, 1929
- Mordellistena tosgoniensis Ermisch, 1969
- Mordellistena tosta LeConte, 1862
- Mordellistena triangularis Píc, 1929
- Mordellistena trichura Lea, 1917
- Mordellistena trifasciata Say, 1826
- Mordellistena trilinea Champion, 1891
- Mordellistena trilineata Mulsant, 1856
- Mordellistena trimaculata Mulsant, 1863
- Mordellistena trinotata Píc, 1929
- Mordellistena trisignata Píc, 1931
- Mordellistena tristrigosa Píc, 1941
- Mordellistena tsutsuii Nakane, 1956
- Mordellistena turkmenica Odnosum, 2003
- Mordellistena ulanbatorensis Ermisch, 1967
- Mordellistena umbmala Ermisch, 1970
- Mordellistena umbra Franciscolo, 1949b
- Mordellistena umbrosa Champion, 1891
- Mordellistena unicolor LeConte, 1862
- Mordellistena unifasciolata Ermisch, 1965
- Mordellistena uniformis Ray, 1946
- Mordellistena unistrigosa Píc, 1941
- Mordellistena unisulcata Píc, 1916
- Mordellistena uralensis Csiki, 1915
- Mordellistena ustulata LeConte, 1862
- Mordellistena uvsensis Ermisch, 1970
- Mordellistena vadoni Píc, 1937
- Mordellistena vafer Champion, 1891
- Mordellistena valens Champion, 1891
- Mordellistena vanhillei Ermisch, 1954
- Mordellistena vapida LeConte, 1862
- Mordellistena variabilis Píc, 1931
- Mordellistena varians LeConte, 1862
- Mordellistena variegata Fabricius, 1798
- Mordellistena varietas Ray, 1937
- Mordellistena venezuelensis Ray, 1930
- Mordellistena venusta Champion, 1891
- Mordellistena vera Liljeblad, 1917
- Mordellistena veraepacis Champion, 1891
- Mordellistena vestita Ray, 1944
- Mordellistena vicina Champion, 1891
- Mordellistena vidua Nakane, 1956
- Mordellistena vilis LeConte, 1858
- Mordellistena villiersi Franciscolo, 1955
- Mordellistena viridescens Liljeblad, 1945
- Mordellistena visai Horák, 1983
- Mordellistena vogti Ermisch, 1963
- Mordellistena wagneri Píc, 1929
- Mordellistena walshi Ray, 1948
- Mordellistena wankai Ermisch, 1966
- Mordellistena weisei Schilsky, 1895
- Mordellistena wenzeli Liljeblad, 1945
- Mordellistena wickhami Liljeblad, 1945
- Mordellistena wiebesi Batten, 1977
- Mordellistena wittei Píc, 1950
- Mordellistena wolcotti Liljeblad, 1917
- Mordellistena xanthocephala Blair, 1922
- Mordellistena xanthonota Franciscolo, 1955
- Mordellistena xanthopyga Champion, 1891
- Mordellistena yangi Fan, 1995
- Mordellistena yezoensis Chûjô, 1957
- Mordellistena y-nigrum Ray, 1937
- Mordellistena y-notata Ray, 1947
- Mordellistena yumae Ray, 1946
- Mordellistena zavattarii Píc, 1952
- Mordellistena zavchanensis Ermisch, 1970
- Mordellistena zimmermani Ray, 1949
- Mordellistena zoltani Ermisch, 1977
- Mordellistena zosijniensis Ermisch, 1969
- Mordellistena zotalebrevior Píc, 1938
- Mordellistena zululandiae Franciscolo, 1956
- Mordellistena zuuncharaensis Ermisch, 1965